# MTV Millennial Awards 2019 (Brasil)
A 2.ª edição dos Prêmios MTV Miaw foi realizada no Credicard Hall, em São Paulo, em 3 de julho de 2019, e foi exibida na MTV Brasil no dia seguinte. Foi apresentada por Hugo Gloss e Sabrina Sato. Anitta foi a artista mais premiada com 3 prêmios.

## Performances
| Artista                                    | Canção                                                                                |
| ------------------------------------------ | ------------------------------------------------------------------------------------- |
| Anitta Ludmilla                            | "Onda Diferente" Favela Chegou"                                                       |
| Anavitória Vitor Kley                      | "Pupila" "Ai, Amor" "Adrenalizou"                                                     |
| Emicida Majur Pabllo Vittar                | "Amarelo"                                                                             |
| Tiago Iorc                                 | "Desconstrução"                                                                       |
| Heavy Baile MC Rebecca Pocah Kevin O Chris | "Só Joga" "Maconha e Pente" "Sento com Talento" "Não Sou Obrigada" "Vamos pra Gaiola" |
| Halsey                                     | "Nightmare"                                                                           |

## Vencedores e indicados
Vencedores destacados em negrito.
|  | Indica o ganhador dentro de cada categoria. |

| Artista Musical | Clipe do Ano |
| --- | --- |
| - Pabllo Vittar - Alok - Anavitória - Anitta - Baco Exu do Blues - Gloria Groove - Kevinho - Ludmilla | - "Banana" — Anitta & Becky G - "Boca de lobo" — Criolo - "Coisa Boa" — Gloria Groove - "Febre do Rato" — Marcelo D2 - "Flor de Aruanda" — Rael - "Me Beija com Raiva" — Jão - "Vogue do Gueto" — Karol Conká - "Seu Crime" — Pabllo Vittar |
| Performance Acústica | Zika do Baile |
| - Poesia Acústica - 1Kilo - Anavitória - Rael Convida - Grito Acústico - Papasessions | - MC WM - MC G15 - Dani Russo - Jojo Maronttinni - MC Kekel - Kevin O Chris - MC Rebecca - Tati Zaqui |
| #PRESTATENÇÃONOGÁS | Hino de Karaokê |
| - Luísa Sonza - BK' - Gloria Groove - MC Kevin o Chris - Matuê - MC Kekel - Melim - Vitor Kley | - "Jenifer" — Gabriel Diniz - "Amor Falso" — Aldair Playboy (com part. de Wesley Safadão & Kevinho) - "Atrasadinha" — Felipe Araújo (com part. de Ferrugem) - "Quem Me Dera" — Márcia Fellipe & Jerry Smith - "Qualidade de Vida" Simone & Simaria (com part. de Ludmilla) - "O Sol" — Vitor Kley - "Romance com Safadeza" — Wesley Safadão & Anitta - "Piscininha Amor" — Whadi Gama |
| Feat. do Ano | Hit Global |
| - "Corpo Fechado" — Johnny Hooker part. Gaby Amarantos - "Lambada (Corpo Molinho)" — Ivete Sangalo (com part. de Claudia Leitte) - "O Bebê" — Kevinho & MC Kekel - "Onda Diferente" — Anitta, Ludmilla & Snoop Dogg (com part. de Papatinho) - "Nossa Que Isso" — WCnoBeat part. Karol Conká, Djonga, MC Rogê e MC Rebecca - "Pouca Pausa" — Clau part. CortesiaDaCasa & Haikaiss - "Sei Lá" — Projota & Vitão | - "Shallow" — Lady Gaga & Bradley Cooper - "Thank U, Next" — Ariana Grande - "Sucker" — Jonas Brothers - "I Like It" — Cardi B (com part. de Bad Bunny & J Balvin) - "Taki Taki" — DJ Snake (com part. de Selena Gomez, Ozuna & Cardi B) - "In My Feelings" — Drake - "Without Me" — Halsey - "Lost in Japan" — Shawn Mendes                                                          |
| Hino do Ano | Beat BR |
| - "Bola Rebola" — Tropkillaz, J Balvin, Anitta (com part. de MC Zaac) - "Dona de Mim" — IZA - "Din Din Din" — Ludmilla - "Meu Abrigo" — Melim - "O Bebê" — Kevinho & MC Kekel - "Vamos Pra Gaiola" — Kevin o Chris | - Djonga - Baco Exu do Blues - Marcelo D2 - Rael - Cynthia Luz - BaianaSystem - Luccas Carlos - BK' |
| Danceokê | Voltou Com Tudo! |
| - "Fuleragem" — MC WM - "Boa Menina" — Luísa Sonza - "Ao Som do 150" — MC Rebecca - "Sapequinha" — Lexa & MC Lan - "Não Sou Obrigada" — Pocah - "Vamos Pra Gaiola" — Kevin o Chris - "Eu Vou Tu Vai" — Tirullipa, Whindersson Nunes, Carlinhos Maia & GKay | - Sandy & Junior - Jonas Brothers - Tribalistas - Lindsay Lohan - Backstreet Boys - Spice Girls |
| Explosão K-pop | #MARATONEI |
| - BTS - Blackpink - EXO - GOT7 - Red Velvet - Seventeen - Tiffany Young - Twice | - Riverdale - Feras - Game of Thrones - The Handmaid's Tale - Homens? - Sex Education |
| Ícone MIAW | Fandom do Ano |
| - Bruna Marquezine - Taís Araújo - Gisele Bündchen - Sabrina Sato - Whindersson Nunes - KondZilla | - "BTS Army" — BTS - "Anitters" — Anitta - "Arianators" — Ariana Grande - "Blink" — Blackpink - "Little Monsters" — Lady Gaga - "Passarinhos" — Anavitória - "Vittarlovers" — Pabllo Vittar |
| Pet do Ano | Crush do Ano |
| - "Plínio" — Anitta - "Apollo" — Alok - "Gisele Pinscher" — Whindersson Nunes e Luísa Sonza - "Louro José" — Ana Maria Braga - "Olivia Benson" — Taylor Swift - "Piggy Smalls" — Ariana Grande - "Thor" — Belo e Gracyanne Barbosa | - Pocah - Gabriela - Mariana Xavier - Leo Picon - Léo Santana - Luísa Sonza - Vitor Kley |
| Stories de Ouro | Ship do Ano |
| - Carlinhos Maia - Fred Guedes - Hugo Gloss - John Drops - Maisa Silva - Rafael Uccman - Jojo Maronttinni | - Gabi Prado e João Zoli - Carlinhos Maia e Lucas Guimarães - Lady Gaga e Bradley Cooper - Lan Lanh e Nanda Costa - Nah Cardoso e Pe Lu - Vitor Kley e Gabriela |
| Aposta MIAW | Gamer do Ano |
| - Alexandra Gurgel - Morcego - Evelyn Regly - Jessica Lopes - Duda Beat - Natty (Reinaldo Montalvão) - Vitão - Sapatour | - YoDa - Alanzoka - BRKsEDU - Coisa de Nerd - Gameplayrj - Jukes - Malena - SkipNho |
| Memeiro do Ano | Arrasa no Style |
| - Natty (Reinaldo Montalvão) - BCharts - "Melted Videos" - "O Brasil Que Deu Certo" - Rafael Uccman - "Saquinho de Lixo" - "South America Memes" | - Maju Trindade - Leo Picon - Marina Morena - Karol Conká - IZA - Jão - Bruna Marquezine - João Vicente de Castro |
| Top das Lives | #PQMULHER |
| - Larissa Manoela - Hugo Gloss - Maisa Silva - Jade Seba - Anitta - João Guilherme | - Luisa Mell - Eliane Dias - Cleo - Jout Jout - Karol Conká - Maisa Silva - Nátaly Neri - Nathalia Arcuri |
| Podcast do Ano | YouTube do Ano |
| - "Um Milkshake Chamado Wanda" - "Mamilos" - "Radiofobia" - "Cinemático" - "NerdCast" - "Imagina Juntas" - "Pretas na Rede" - "Projeto Humanos - O Caso Evandro" | - Felipe Neto - Dani Russo - Desimpedidos - Giovanna Ewbank - Matheus Mazzafera - KondZilla - Whindersson Nunes |
| Responsa MIAW | Transforma MIAW |
| - Rene Silva | - Marta |

## Controvérsias
A organização do evento recebeu diversas críticas negativas após desabafo do grupo Sapatour, que estavam concorrendo na categoria "Aposta do Ano". As integrantes do grupo reclamaram nas redes sociais que não teriam acesso ao Pink Carpet, local reservado para os indicados aos prêmios serem fotografados e entrevistados pela imprensa. Elas receberam apoio de outros indicados, como o youtuber Felipe Neto. Em resposta, a MTV afirmou que por questões de segurança e logística não poderia receber todos os convidados e acompanhantes no backstage. A transmissão na TV, realizada no dia seguinte ao evento, também recebeu críticas por conta da apresentação de "Amarelo", de Emicida, Majur e Pabllo Vittar — esta última que apareceu no ar com o vocal mudo, ao contrário dos demais artistas. Vittar respondeu em postagem no Instagram Stories com o vídeo original da apresentação, gravado direto da plateia, onde mostra que seu microfone estava ligado enquanto ocorria a apresentação. No Twitter, a drag queen fez uma postagem irônica afirmando que tem "um azar danado pra premiações[,] sempre pego um microfone ruim né não?". Pelas redes sociais, a MTV justificou o ocorrido como "problemas técnicos" e divulgou a apresentação completa com o áudio corrigido.